# ルベン・ブランコ
ルベン・ブランコ・ベイガ（Rubén Blanco Veiga  ,  1995年7月25日 - ）は、スペイン・ガリシア州ポンテベドラ県モス出身のプロサッカー選手。リーグ・アンのオリンピック・マルセイユに所属している。ポジションはGK。

## 来歴
2010年に地元のセルタ・デ・ビーゴのカンテラに入団。2012-13シーズンに17歳でトップチームに昇格し、Bチームでプロデビュー。シーズン終盤の2013年5月26日の対レアル・バリャドリード戦で、正GKのハビ・バラスが、試合開始早々に負傷した関係で、前半13分から交代出場でプリメーラ・ディビシオンデビューを果たし、2-0で勝利。続くシーズン最終戦となったRCDエスパニョール戦では先発出場を果たし、1-0の完封勝利を飾った。
その後の数シーズンはBチームでプレーした後、2016-17シーズン途中にセルヒオ・アルバレスに代わって正GKに定着。しかし、翌2017-18シーズンは、22試合に出場したところで負傷し、シーズン終了。
2018年6月21日、セルタと2023年までの延長契約に合意した。
2021-22シーズンは新加入のマティアス・ディトゥーロがレギュラーに定着したため第2GKに降格。
2022年7月20日、オリンピック・マルセイユにレンタル移籍。